# Robin e i 2 moschettieri e ½
Robin e i 2 moschettieri e ½ (安寿と厨子王丸?, Anju to Zushiōmaru) è un film anime del 1961 diretto da Taiji Yabushita e Yūgo Serikawa, prodotto dalla Toei Dōga e ispirato al racconto Sanshō dayū dello scrittore Mori Ōgai (dal quale era già stato tratto il film del 1954 L'intendente Sansho), a sua volta basato su una leggenda popolare. Uscì in Giappone il 19 luglio 1961.

## Trama
Nel periodo Heian, in una riserva forestale della prefettura di Mutsu (odierno distretto di Tohoku), vivono serenamente con la famiglia i fratelli Anna e Robin, figli di Iwaki, sovrintendente della riserva. Un giorno Onikura, il signore della regione, chiede in sposa la bella Anna, ma Iwaki si rifiuta, scatenando la rabbia dell'uomo. Onikura si mette a cacciare nella riserva e vi appicca il fuoco, stanando il ratto Mezzo e l'orsetto Moku e seguendoli fino a casa di Iwaki. Lì viene accusato della caccia e dell'incendio, ed è costretto ad andarsene. Onikura scrive tuttavia all'imperatore, accusando Iwaki dei propri reati e facendolo richiamare a Kyoto per essere giudicato. Durante l'assenza dell'uomo, Onikura e i suoi gregari arrivano a confiscare le sue terre, costringendo alla fuga Anna, Robin, la madre Yashio, la serva Stellina, il loro cane Botolo, Mezzo e Moku. La famiglia si dirige verso Kyoto per rivolgersi all'imperatore, ma il viaggio si rivela difficile e pericoloso.
Durante il viaggio, il gruppo finisce in mano a dei mercanti di schiavi e viene diviso: i ragazzi vengono venduti al crudele intendente Sanshō, nella città di Yura; Stellina viene buttata in acqua all'inizio del viaggio in barca e si trasforma in sirena, mentre Yashio finisce sull'isola di Sado; gli animali vengono invece messi in gabbie viaggianti. Mentre Stellina si vendica annegando i mercanti in un vortice d'acqua, Anna e Robin vengono messi subito al lavoro da Sanshō. I due ragazzi ricevono tuttavia l'aiuto del gentile Saburō, figlio minore di Sanshō, che si è innamorato di Anna. Quest'ultima fa scappare il fratello perché raggiunga Kyoto, venendo imprigionata. Saburō, lottando col fratello Jirō, la lascia fuggire, e poco dopo la ragazza si trasforma in un cigno. Nel frattempo gli animali si liberano dalla prigionia e si mettono in viaggio per ricongiungersi con Robin. Lo ritrovano quando giunge finalmente a Kyoto, aiutandolo a salvare da un energumeno la principessa Aya, figlia del consigliere dell'imperatore Fujiwara no Morozane. Robin apprende quindi che il padre, giudicato colpevole, è stato mandato a Osaka e lì è morto di malattia il mese precedente. Così il ragazzo viene invitato a rimanere a casa di Fujiwara, che lo crescerà come un figlio.
Diventato adulto, Robin sconfigge un mostro dall'aspetto di un ragno gigante, che metteva in pericolo la vita di Fujiwara. Questo gli fa meritare il titolo di governatore di Mutsu. Mentre fa ritorno a Yura, Robin viene attaccato dagli uomini di Sanshō, riuscendo comunque a sconfiggerli con l'aiuto dei suoi animali. Robin decide tuttavia di perdonare Sanshō e i suoi uomini, e arrivato alla città viene a sapere che Saburō, fattosi monaco, ha costruito un altare in onore di Anna, diventata un cigno. Robin ordina allora a Sanshō di liberare tutti gli schiavi e, guidato dalla sorella, va a cercare sua madre, che è diventata povera e quasi cieca. Madre e figlio si imbarcano quindi insieme ai tre animali, seguiti dalla sirena Stellina e guidati dal cigno Anna. Finalmente riunita, sebbene molto diversa rispetto a un tempo, la famiglia può così fare ritorno a casa.

## Distribuzione

### Data di uscita
Le date di uscita internazionali sono state:
- 19 luglio 1961 in Giappone
- 1º agosto 1962 negli Stati Uniti d'America (The Littlest Warrior)
- 14 luglio 1971 in Italia
- 31 marzo 1979 in Danimarca (Robin og hans tapre venner)

### Edizione italiana
Il doppiaggio italiano del film, eseguito dalla C.D., è basato sulla versione statunitense, rispetto alla quale sono stati tradotti alcuni nomi ma le canzoni sono state mantenute in inglese. In entrambe le versioni non è stato rispettato il sincrono con il doppiaggio giapponese.

### Edizioni home video
Il film fu pubblicato in Italia in Super 8 millimetri dalla Argon Film e in VHS dalla Avo Film nel 1981. In Giappone fu distribuito in DVD-Video il 21 novembre 2002.